# Der Prinzipal – Einer gegen alle
Der Prinzipal – Einer gegen alle (Originaltitel: The Principal) ist ein US-amerikanischer Actionfilm von Christopher Cain aus dem Jahr 1987.

## Handlung
Der geschiedene, an einer High School tätige Lehrer Rick Latimer hat ein Alkoholproblem. Nachdem er in einer Bar den Begleiter seiner Ex-Ehefrau verprügelt und seinen Sportwagen mit einem Baseballschläger zerstört, wird er strafversetzt. Seine neue Arbeitsstelle, die Schule Brandel High, die er als Rektor leiten soll, hat als Ort des Drogenhandels und der Gewalt einen schlechten Ruf.
Gleich zu Beginn, als er an der heruntergewirtschafteten Schule ankommt, erwischt er ein paar Schüler in einem Fahrzeug, die einen anderen jagen. Er verfolgt sie mit seinem Motorrad, packt sie und stellt sie zur Rede. Er schleppt sie in sein Büro und verlangt die Polizei zu rufen. Erst jetzt wird er über den erbärmlichen Zustand an der Schule aufgeklärt.
Latimer packt die Probleme energisch an, was ihn Feindseligkeiten mancher Schüler, aber auch der Lehrer aussetzt. Er setzt sich das Ziel, die Schule zu „renovieren“. Die Lehrer haben einige Schüler völlig aus dem Unterricht ausgeschlossen. Diese Schüler gammeln nun auf den Fluren. Einige Lehrer nehmen ihre Tätigkeit gar nicht mehr wahr, da sie von den Klassen ignoriert werden. Latimer will dies ändern und schickt alle Schüler zurück in ihre Klassen. Um dies durchzusetzen, verstärkt er die Sicherheitstruppe der Schule durch drei gut gebaute Sportlehrer.
Diese Aktionen stoßen einigen Lehrern übel auf. Die Störenfriede in den Klassen erschweren den Unterricht noch mehr. Latimer hält daraufhin im Lehrerzimmer eine Rede und macht den Lehrern kenntlich, dass sie sich ihre Schüler nicht aussuchen können und jeder Schüler unterrichtet werden müsse, da er „ein Baustein der Schule“ sei.
Victor Duncan, der Anführer einer der Gangs, verhöhnt Latimer öffentlich. Zunächst bedroht dieser ihn mit einem Messer, später lässt er ihn von seinen Gangmitgliedern übel zurichten. Schüler wie White Zac, der die Lehrerin Hilary Orozco zu vergewaltigen versucht, bereiten weiterhin Probleme. Die Vergewaltigung kann er jedoch gerade noch verhindern, indem er mit seinem Motorrad in das betreffende Klassenzimmer im 1. Stock fährt.
Duncan bedroht Latimer weiterhin und droht damit, dass er ihn am nächsten Tag umbringen werde. Latimer und sein Partner Jake Phillips verbarrikadieren sich im Schulhaus. Die Schüler warten auf dem Schulhof gespannt auf den Endkampf. Die beiden beobachten vom Rektorat aus, wie Duncan und seine Gang das Schulhaus betreten.
Es kommt zum Showdown und zum Nahkampf zwischen Latimer und Duncan. Phillips wird in eine Falle gelockt und in einer Abstellkammer eingesperrt. Latimer wird in einen Duschraum gelockt und dort von der Gang bedroht. Duncan will den gestellten Latimer von einem seiner Kameraden abstechen lassen, dieser weigert sich jedoch und wird daraufhin von Duncan in den Kopf geschossen. Duncan wird von einem versteckten Schüler entwaffnet und Latimer besiegt ihn in einem Faustkampf. Phillips hat sich unterdessen gewaltsam aus der Kammer befreien können, erledigt zwei Ganoven und trifft auf Latimer, der Duncan durch die geschlossene Türe auf den Schulhof befördert, wo die Schüler dem Treiben zusehen. Duncan wird von der Polizei festgenommen. Latimer hat sich als Rektor (Prinzipal) am Ende durchgesetzt und fährt in der letzten Szene auf seinem Motorrad weg, vorher versprechend, morgen zurückzukehren.

## Kritiken
Das Lexikon des internationalen Films schrieb, der Film sei „aktionsreich“ und „spannend“, aber spare „den sozialpsychologischen Hintergrund weitgehend aus“.
Die Blickpunkt:Film lobte den Film als „Spannend und hart inszeniertes Actiondrama“. „Kleinere dramaturgische Schwächen“ würden durch „die guten Darstellerleistungen – vor allem James Belushi“ wettgemacht.

## Auszeichnungen
Jacob Vargas wurde im Jahr 1988 für den Young Artist Award nominiert.

## Hintergrund
Der Film wurde in Alameda (Kalifornien), in Oakland (Kalifornien) und in Walnut Creek (Kalifornien) gedreht. Er spielte in den Kinos der USA ca. 19,7 Millionen US-Dollar ein.